# Malîi Cerneatîn, Starokosteantîniv
Malîi Cerneatîn (în ucraineană Малий Чернятин) este un sat în comuna Velîkîi Cerneatîn din raionul Starokosteantîniv, regiunea Hmelnîțkîi, Ucraina.

## Demografie
Componența lingvistică a localității Malîi Cerneatîn
     Ucraineană (98,55%)
     Rusă (1,3%)
     Alte limbi (0,14%)
Conform recensământului din 2001, majoritatea populației localității Malîi Cerneatîn era vorbitoare de ucraineană (98,55%), existând în minoritate și vorbitori de rusă (1,3%).